# Горноколосник
Горноколо́сник (лат. Orostáchys) — род растений, относящийся к семейству Толстянковые (Crassulaceae).

## Название
Латинское родовое название происходит от латинизированных корней греческого происхождения: лат. oros от др.-греч. ὄρος — гора и лат. stachys от др.-греч. στάχυς — колос, початок; по соцветию – многоцветковой колосовидной кисти. Русское родовое название является зеркальным переводом с латинского.

## Ботаническое описание
Двулетние суккулентные травянистые растения. В первый год образуется ложная розетка сближенных очерёдных прикорневых сидячих гладких листьев, линейных, удлинённых или яйцевидных в очертании, на верхушке с хрящеватым остроконечием, реже туповатых или заострённых.
Цветоносный стебель образуется на второй год, единственный, с очерёдными сидячими гладкими или опушёнными листьями. 
Соцветие — колос или кисть, узкопирамидальное или цилиндрическое, густое, многоцветковое, с прицветниками, аналогичными по форме листьям, иногда с щитковидными веточками. Цветки почти сидячие или на цветоножках, обоеполые, пяти- или шестичленные. Чашелистики короче лепестков, зелёные, сросшиеся у основания, неоподающие. Лепестки ланцетные, белого, желтоватого, розового или красноватого цвета. Тычинки в двух кругах по пять.
Плодики — многолистовки с носиком на верхушке, со множеством мелких (1–1,5 мм) семян цилиндрической формы.

## Ареал и экология
Представители рода распространены в умеренных регионах Азии от Казахстана и Монголии до Дальнего Востока России и Японии. 
Более-менее ксерофиты.

## Таксономия

### Синонимы
- Orostachys malacophylla var. aggregata. ЯпонияCotyledon sect. Orostachys (Fisch.) Schönland, 1890

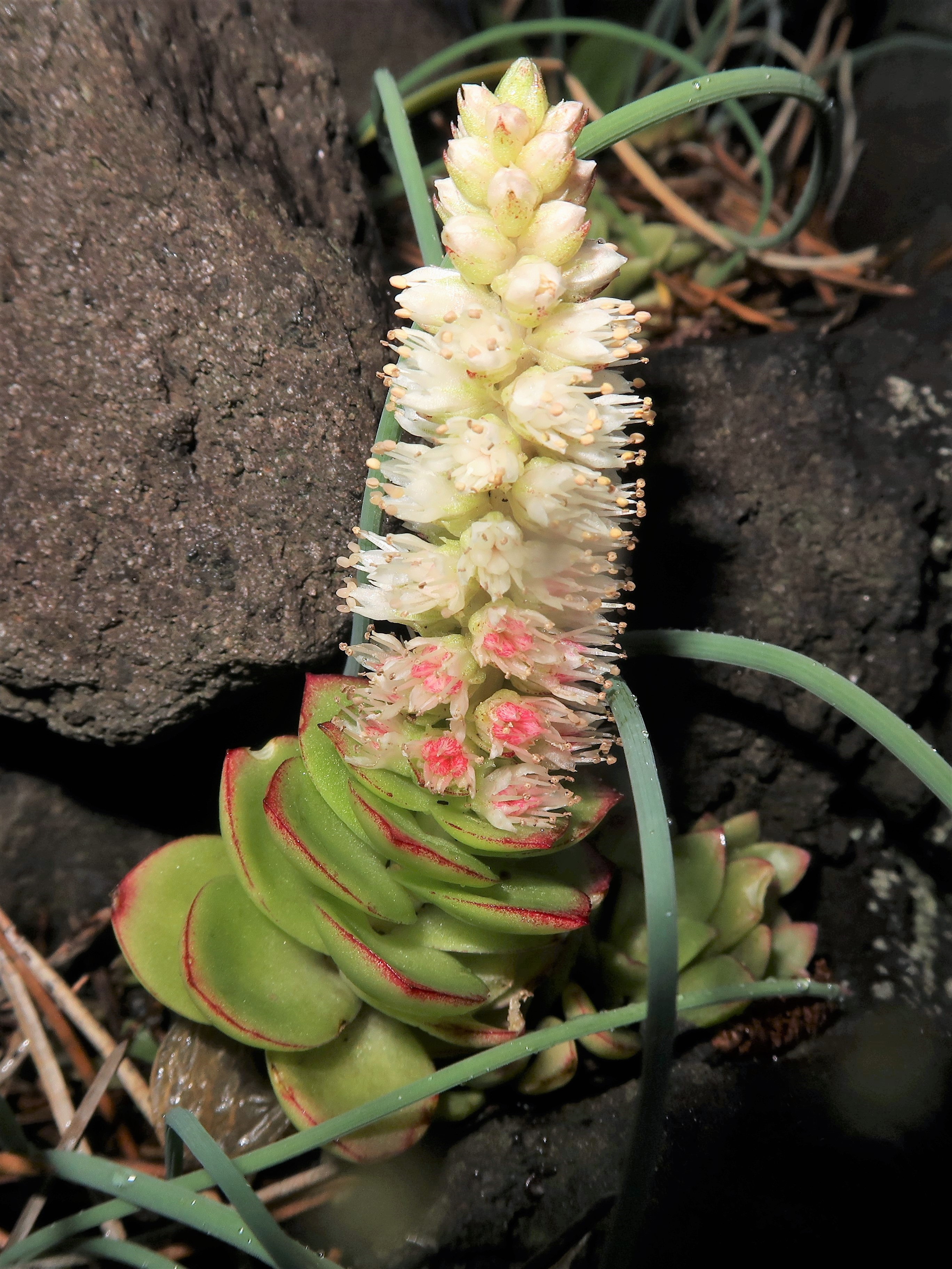
Orostachys malacophylla var. aggregata. Япония

- Kungia K.T.Fu, 1988 — в настоящее время выделяется в самостоятельный род[4]
- Umbilicus sect. Orostachys (Fisch.) DC., 1828

### Виды[5]
- Orostachys boehmeri (Makino) H.Hara — Горноколосник Бёмера, или Горноколосник Фурусе — Приморье, Сахалин, Япония
- Orostachys cartilaginea Boriss. — Горноколосник хрящеватый — Приморье, Китай (Внутренняя Монголия, Маньчжурия, Северный Китай)
- Orostachys chanetii A.Berger — Горноколосник Шанэ — Северный и Южный Центральный Китай
- Orostachys fimbriata (Turcz.) A.Berger — Горноколосник бахромчатый — Читинская область, Монголия, Китай (Внутренняя Монголия, Маньчжурия, Северный и Юго-Восточный Китай, Цинхай), Корея
- Orostachys gorovoii Dudkin & S.B.Gontch. — Горноколосник Горового — Приморье
- Orostachys japonica (Maxim.) A.Berger — Горноколосник краснеющий, или Горноколосник японский — Китай (Маньчжурия, Северный и Юго-Восточный Китай), Япония, Корея
- Orostachys malacophylla (Pall.) Fisch. — Горноколосник мягколистный — Иркутская область, Читинская область, юг Якутии, Бурятия, Амурская область, Хабаровский край, Приморье, Сахалин, Курилы, Япония, Монголия, Китай (Внутренняя Монголия, Маньчжурия, Северный Китай), Корея
- Orostachys malacophylla var. iwarenge (Makino) H.Ohba — Горноколосник иваренге — Приморье, Корея, Япония
- Orostachys malacophylla var. aggregata (Makino) H.Ohba — Горноколосник собранный — Хаюаровский край, Приморье, Курилы, Сахалин, Япония, Корея
- Orostachys maximowiczii V.V.Byalt — Горноколосник Максимовича — Приморье
- Orostachys minuta (Kom.) A.Berger — Горноколосник маленький — Маньчжурия, Корея
- Orostachys paradoxa (A.P.Khokhr. & Vorosch.) Czerep. — Горноколосник удивительный — Приморье
- Orostachys spinosa (L.) Sweet — Горноколосник колючий — Южный Урал, Сибирь (Томская, Новосибирская, Кемеровская, Иркутская, Читинская области, Алтайский и Красноярский край, Тыва, Бурятия, Якутия), Средняя Азия, материковый Дальний Восток (кроме Камчатки), Монголия, Северный и Западный Китай, Тибет
- Orostachys thyrsiflora Fisch. — Горноколосник щитковый — Россия (Западно-Сибирская и Алтайско-Енисейская флористические провинции), Средняя Азия, Монголия, Тибет, Китай (Маньчжурия, Северный Китай, Западные Гималаи, Синьцзян-Уйгурский автономный район), Япония

## Применение в народной и традиционной медицине
В народной медицине, свежее растение прикладывают к геморроидальным шишкам и мозолям, порезам, ссадинам. Соком листьев горноколосника колючего смазывают ожоги, укусы пчел и прыщи. Настой травы применяют внутрь от эпилепсии, сердечной недостаточности, как средство, стимулирующее центральную нервную систему. Тибетская медицина использует отвар, настой травы горноколосника колючего при рожистых воспалениях, коликах, гастроэнтеритах, различных заболеваниях почек, а также в качестве ранозаживляющего средства. Монгольская медицина применяет сок горноколосника колючего при дерматозах и как ранозаживляющее. Кисловатые толстые листочки молодых растений употребляют в пищу.

## Фармакологические исследования
По результатам проведенных психофармакологических тестов, выявлено наличие нейротропной активности. Поведенческие реакции крыс на тесте УРПИ достоверно показали, что извлечения из горноколосника колючего способствуют сохранению памятного следа. Горноколосник колючий является перспективными источником биологически активных веществ нейротропного характера для получения новых препаратов, используемых в медицинской практике, с целью расширения ассортимента адаптогенных средств и уменьшения частоты побочных эффектов.